# Josef Schmidbauer
Josef Schmidbauer (* 26. Mai 1913 in Regensburg; † 10. Mai 1971 in Essen) war ein deutscher Bauingenieur für Geotechnik.
Schmidbauer war der Sohn eines Bierbrauers und war nach dem Abitur in Regensburg 1932 Baubeflissener beim Kulturamt von Regensburg, bevor er im November das Studium des Kulturingenieurs an der TU München aufnahm. Er schloss sich der SS an (SS-Nummer 156.806). Noch vor seinem Abschluss 1936 arbeitete er im Ingenieurbüro Habersäcker in München in konstruktivem Ingenieurbau und auch schon im Grundbau. Um sich in Bodenmechanik weiterzubilden, wurde er 1938 wissenschaftlicher Assistent am Franzius-Institut in Hannover, an das er auch während des Zweiten Weltkriegs abgestellt war. 
Eine am Ende des Kriegs fertige Dissertation verbrannte bei einem Bombenangriff, so dass er 1950 mit einem neuen Thema an der TH Hannover bei Alfred Streck promovierte (Die Schwimmsanderscheinung beim senkrecht aufsteigenden Grundwasserstrom). Er war an vielen Projekten von Streck beteiligt, besonders im Deichbau und Dammbau und kam dabei auch schon mit seinem späteren Wirkungsort Essen in Kontakt, wo im Ruhrverband und der Emschergenossenschaft zahlreiche Wasserbauprojekte anfielen. 1952 wurde er Partner im Ingenieurbüro von Hans Leussink (ELE Erdbaulaboratorium Essen) und leitete das mit Leussink, bis dieser 1969 Bundesminister für Bildung und Wissenschaft wurde. Danach leitete er es bis zu seinem Tod 1971 alleine. Im Ingenieurbüro bearbeitete er zahlreiche Projekte (Flughäfen, Talsperren, Deiche und Dämme, Bergwerke, Kraftwerke u. a.). Bei oberflächennahen Tunneln und tiefen Baugruben wandte er schon die Beobachtungsmethode mit Extensiometern an. Das Problem der Schäden durch Bergsenkungen im Ruhrgebiet war Thema seiner Habilitation in Hannover 1961 (Gründungen in Bergsenkungsgebieten). Er war außerplanmäßiger Professor an der TH Hannover und an der Ruhruniversität Bochum. Sein Ingenieurbüro bestand auch nach seinem Tod bis heute weiter mit Niederlassungen in Essen und Berlin (geleitet von Thomas Nendza).
1963 wurde er stellvertretender Vorsitzender der DGGT.